# Міс Світу 2018

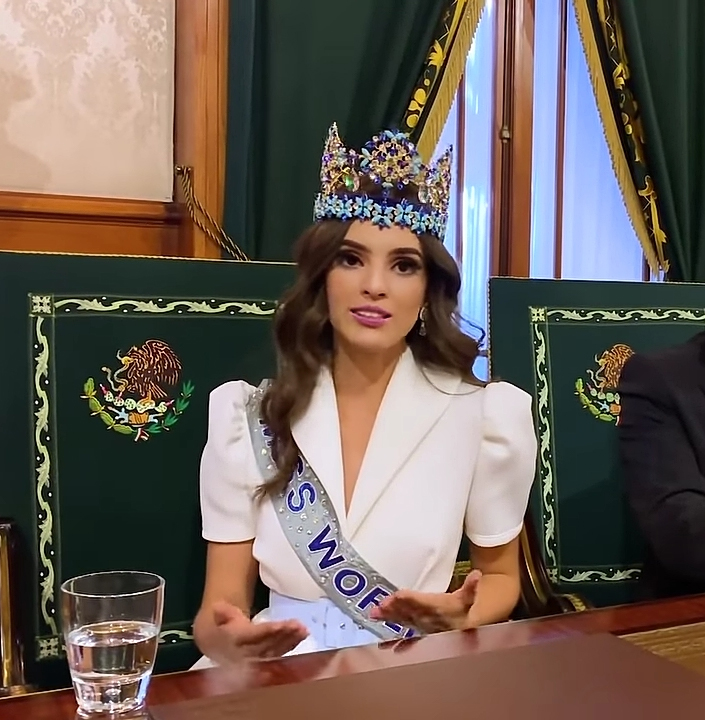
Міс Світу 2018 Ванесса Понсе

Міс Світу 2018 — 68-й конкурс Міс Світу, що відбувся 8 грудня 2018 року в Sanya City Arena у місті Санья на острові Хайнань (Китай). У конкурсі взяли участь 118 конкурсанток. Переможницею стала мексиканка Ванесса Понсе де Леон. Це вперше представниця Мексики отримала титул Міс Світу.

## Учасниці
| Країна                        | Учасниця                  | Вік | Місто / регіон           |
| ----------------------------- | ------------------------- | --- | ------------------------ |
| Албанія                       | Нікіта Прека              | 22  | Леже                     |
| Ангола                        | Нельма Феррейра           | 20  | Луанда                   |
| Аргентина                     | Вікторія Сото             | 25  | Консепсьйон-дель-Уругвай |
| Вірменія                      | Арена Зейналян            | 25  | Єреван                   |
| Аруба                         | Нуріанна Аріас            | 24  | Ораньєстад               |
| Австралія                     | Тайла Кеннон              | 23  | Мельбурн                 |
| Австрія                       | Ізабела Іон               | 24  | Брегенц                  |
| Багамські Острови             | Брінік Гібсон             | 22  | Нью-Провіденс            |
| Бангладеш                     | Джаннатул Фердус Ойші     | 18  | Піроджпур                |
| Барбадос                      | Ешлі Лешлі                | 19  | Бриджтаун                |
| Білорусь                      | Марія Василевич           | 21  | Мінськ                   |
| Бельгія                       | Ангелін Флор Пуа          | 23  | Антверпен                |
| Беліз                         | Халісса Артурс            | 18  | Сан-Ігнасіо              |
| Болівія                       | Ванесса Варгас            | 22  | Кочабамба                |
| Боснія і Герцеговина          | Анжела Палексич           | 20  | Сараєво                  |
| Ботсвана                      | Мойтшепі Еліас            | 24  | Габороне                 |
| Бразилія                      | Джессіка Карвалью         | 22  | Паранаїба                |
| Британські Віргінські Острови | Ядалі Томас Сантос        | 22  | Тортола                  |
| Болгарія                      | Каліна Мітева             | 19  | Софія                    |
| Камерун                       | Аймі Кароліна Нсеке       | 22  | Яунде                    |
| Канада                        | Ганна Беговік             | 19  | Торонто                  |
| Кайманові Острови             | Келсі Вудман Бодден       | 22  | Греан-Кайман             |
| Чилі                          | Анаї Ормасабаль           | 19  | Сантьяго                 |
| КНР                           | Мао Пейруї                | 26  | Їньчуань                 |
| Колумбія                      | Лаура Осоріо              | 22  | Медельїн                 |
| Острови Кука                  | Реїгана Котека-Вікі       | 26  | Раротонга                |
| Хорватія                      | Івана Муднич Дуйміна      | 17  | Дубровник                |
| Кюрасао                       | Назіра Коластіка          | 18  | Віллемстад               |
| Кіпр                          | Андріанна Фіакка          | 19  | Нікосія                  |
| Чехія                         | Катежина Казанова         | 19  | Прага                    |
| Данія                         | Тара Єнсен                | 18  | Гвідовре                 |
| Домініканська Республіка      | Деніз Ромеро              | 24  | Ігуей                    |
| Еквадор                       | Ніколь Оклес              | 21  | Прімампіро               |
| Єгипет                        | Моні Гелаль               | 26  | Каїр                     |
| Сальвадор                     | Метсі Солано              | 27  | Санта-Ана                |
| Англія                        | Аліша Кові                | 19  | Ньюкасл-апон-Тайн        |
| Ефіопія                       | Соліяна Абайнех           | 22  | Аддіс-Абеба              |
| Екваторіальна Гвінея          | Сільвія Аджомо Ндонг      | 20  | Малабо                   |
| Фінляндія                     | Єнні Лаппалайнен          | 23  | Гельсінкі                |
| Франція                       | Майова Куке               | 24  | Фергюс                   |
| Грузія                        | Ніа Цівцівадзе            | 24  | Тбілісі                  |
| Німеччина                     | Христина Келлер           | 24  | Дюссельдорф              |
| Гана                          | Нана Ама Бенсон           | 23  | Аккра                    |
| Гібралтар                     | Стар Фарругія             | 22  | Гібралтар                |
| Греція                        | Марія Лепіда              | 20  | Патри                    |
| Гваделупа                     | Моргана Терезіне          | 22  | Ле-Гозьє                 |
| Гуам                          | Джианна Сгамбеллурі       | 18  | Хагатна                  |
| Гватемала                     | Елізабет Грамайо          | 22  | Гватемала                |
| Гвінея-Бісау                  | Рубіато Ньямайо           | 23  | Бафата                   |
| Гаяна                         | Амбіка Рамрай             | 19  | Джорджтаун               |
| Гаїті                         | Стефі Моренсі             | 26  | Порт-о-Пренс             |
| Гонконг                       | Він Вон                   | 25  | Цзюлун                   |
| Гондурас                      | Даяна Сабілон             | 23  | Сігуатепеке              |
| Угорщина                      | Андреа Сарваш             | 20  | Вестьо                   |
| Ісландія                      | Ерла Олафсдоттір          | 24  | Рейк'явік                |
| Індія                         | Анукріті Вас              | 19  | Тіруччіраппаллі          |
| Індонезія                     | Алія Нуршабріна           | 22  | Бандунг                  |
| Ірландія                      | Аойфе О'Салліван          | 23  | Бандон                   |
| Італія                        | Нунція Амато              | 21  | Неаполь                  |
| Ямайка                        | Кадіджа Робінсон          | 23  | Сент-Елізабет            |
| Японія                        | Канако Дате               | 21  | Токіо                    |
| Казахстан                     | Катерина Дворецька        | 20  | Атирау                   |
| Кенія                         | Фіналі Галайя             | 24  | Найробі                  |
| Південна Корея                | Бо Аг Чо                  | 25  | Сеул                     |
| Лаос                          | Кадумфет Сайявонг         | 21  | В'єнтьян                 |
| Латвія                        | Данієла Годс-Романовська  | 21  | Рига                     |
| Ліван                         | Міра Аль-Туфайлі          | 26  | Бейрут                   |
| Лесото                        | Ретабіле Таатаа           | 21  | Масеру                   |
| Люксембург                    | Кассандра Лопес Моентейро | 18  | Люксембург               |
| Мадагаскар                    | Міанца Рандріамбелоноро   | 20  | Антананаріву             |
| Малайзія                      | Ларисса Пінг Лію          | 19  | Лутонг                   |
| Мальта                        | Марія Еллул               | 24  | Валлетта                 |
| Мартиніка                     | Ларисса Сегарель          | 20  | Фор-де-Франс             |
| Маврикій                      | Муріель Равіна            | 22  | Порт-Луї                 |
| Мексика                       | Ванесса Понсе             | 26  | Мехіко                   |
| Молдова                       | Тамара Зарецька           | 21  | Кишинів                  |
| Монголія                      | Ерденебаатар Енхріїмаа    | 21  | Улан-Батор               |
| Чорногорія                    | Наталія Глушкевич         | 18  | Подгориця                |
| М'янма                        | Ган Тхі                   | 21  | Янгон                    |
| Непал                         | Шрінкгала Хатівада        | 23  | Гетауда                  |
| Нідерланди                    | Леоні Гесселінк           | 26  | Амстердам                |
| Нова Зеландія                 | Джессіка Тайсон           | 25  | Окленд                   |
| Нікарагуа                     | Йоселін Гомес Реєс        | 23  | Боако                    |
| Нігерія                       | Аніта Укаг                | 23  | Оверрі                   |
| Північна Ірландія             | Катаріна Волкер           | 23  | Белфаст                  |
| Норвегія                      | Маделен Міхелсен          | 19  | Осло                     |
| Панама                        | Соларіс Барба             | 19  | Панама                   |
| Парагвай                      | Макенна Гаярін            | 22  | Асунсьйон                |
| Перу                          | Кларісса Урібе            | 22  | Чинча-Альта              |
| Філіппіни                     | Катаріна Родрігес         | 26  | Ламітан                  |
| Польща                        | Агата Бернат              | 28  | Здунська-Воля            |
| Португалія                    | Карла Родрігес            | 25  | Лісабон                  |
| Пуерто-Рико                   | Даянара Мартінес          | 25  | Канованас                |
| Росія                         | Наталія Строєва           | 19  | Якутськ                  |
| Руанда                        | Ліліан Ірадукунда         | 19  | Кігалі                   |
| Шотландія                     | Лінзі Маклеланд           | 24  | Іст-Кілбрайд             |
| Сенегал                       | Аїссатоу Філлі            | 22  | Дакар                    |
| Сербія                        | Івана Тришич              | 24  | Белград                  |
| Сьєрра-Леоне                  | Сара Лаура Такер          | 24  | Бонте                    |
| Сінгапур                      | Ванесса Пе                | 23  | Сінгапур                 |
| Словаччина                    | Домініка Грегова          | 20  | Братіслава               |
| Словенія                      | Лара Калань               | 18  | Любляна                  |
| ПАР                           | Туліса Кеї                | 26  | Іст-Лондон               |
| Південний Судан               | Флоренс Томпсон           | 19  | Джуба                    |
| Іспанія                       | Амая Ісар                 | 21  | Аойс                     |
| Шрі-Ланка                     | Надія Джій                | 18  | Коломбо                  |
| Танзанія                      | Квін Елізабет Макуне      | 22  | Дар-ес-Салам             |
| Таїланд                       | Ніколене Пічапа Лімснукан | 20  | Бангкок                  |
| Тринідад і Тобаго             | Ізабель Біснат            | 26  | Порт-оф-Спейн            |
| Туреччина                     | Севвал Саїн               | 19  | Стамбул                  |
| Уганда                        | Квін Абенакйо             | 22  | Маюге                    |
| Україна                       | Леоніла Гуз               | 19  | Херсон                   |
| США                           | Маріса Батлер             | 24  | Стандіш                  |
| Венесуела                     | Веруска Любисавлєвич      | 27  | Каракас                  |
| В'єтнам                       | Тран Тіє Ві               | 18  | Куангнам                 |
| Уельс                         | Бетані Гарріс             | 20  | Ньюпорт                  |
| Замбія                        | Муса Калалука             | 20  | Лусака                   |
| Зімбабве                      | Белінда Поттс             | 21  | Хараре                   |

## Результат
| Місце          | Учасниця |
| -------------- | --- |
| Міс Світу 2018 | - Ванесса Понсе |
| Віце-Міс       | - Ніколін Пічапа Лімснукан |
| Топ-5          | - Марія Василевич - Кадиджа Робинсон - Квін Абенакйо |
| Топ-12         | - Майова Куке - Ларісса Сегарель - Мурієль Равіна - Шрінхала Хатівада - Джессіка Тайсон - Соларіс Барба - Лінзі Маклелланд |
| Топ-30         | - Джаннатул Фердус - Ешлі Лешлі - Ангелін Флор Пуа - Мао Пейруї - Анаї Ормасабаль - Реїгана Котека-Вікі - Анукріті Вас - Алія Нуршабріна - Канако Дате - Ларісса Пінг - Аніта Укаг - Катаріна Волкер - Наталія Строєва - Ванесса Пе - Туліса Кеї - Маріса Батлер - Веруска Любисавлєвич - Тран Тієу Ві |

### Континентальні королеви краси
| Континент | Учасниця             |
| --------- | -------------------- |
| Африка    | - Квіїн Абенакйо     |
| Америка   | - Соларіс Барба      |
| Азія      | - Ніколене Лімснукан |
| Кариби    | - Кадіджа Робінсон   |
| Європа    | - Марія Василевич    |
| Океанія   | - Джесіка Тайсон     |